# Tommaso Fantoni
Tommaso Fantoni (Livorno, 11 marzo 1985) è un cestista italiano.

## Carriera

### Club
Dopo essere cresciuto nel vivaio del Don Bosco Livorno, con il quale ha vinto un titolo "allievi" nazionale, passa nel 2002 al Basket Livorno con cui, il 12 ottobre 2003, fa il suo esordio in serie A. In cinque anni gioca 94 partite con 805 punti e 360 rimbalzi complessivi.
Al termine della stagione 2006-07, terminata con la retrocessione in Legadue, passa alla Benetton Basket Treviso, con la quale però gioca solo metà di una travagliata stagione che nel febbraio 2008 lo vede tornare in prestito proprio al Basket Livorno, dove è decisivo nell'evitare un'ulteriore retrocessione della squadra labronica.
Nell'estate 2008 firma un contratto pluriennale con Casale Monferrato, squadra militante nel campionato di Legadue.
Dopo aver vinto il Campionato di Legadue con la maglia della Junior Casale, nel luglio 2011 si trasferisce alla Reyer Venezia. Due anni dopo viene ingaggiato dal Basket Barcellona. Nell'agosto 2014, passa alla PMS Torino con cui nel 2015 vince il campionato di Legadue. L'anno seguente partecipa al campionato di massima serie con la stessa Auxilium Pallacanestro Torino. Nell'anno 2016/2017 partecipa al campionato di Legadue con Scafati, mentre per l'anno successivo firma con il Kleb Basket Ferrara dove inoltre nel corso degli anni, diventa il capitano, militando in terra estense per cinque stagioni.
Nella stagione 2022/2923 torna nella sua Livorno militando nel ruolo di centro nella Polisportiva Libertas Livorno che perde la finale play-off per l'accesso alle final four promozione contro la Nuova Pallacanestro Vigevano 1955.
Nella successiva stagione 2023/2024, con la fascia di capitano, vince il Campionato di Serie B Nazionale con la squadra labronica che ritorna in Serie A2 dopo 33 anni.
Nel 2024/25 contribuisce alla salvezza della Libertas Livorno che sconfigge nella finale play-out la Nuova Pallacanestro Vigevano 1955.

### Nazionale
Ha fatto parte del giro delle nazionali giovanili, disputando anche un Campionato Europeo cadetti nel 2001. Con la nazionale maggiore ha disputato 37 partite realizzando un totale di 211 punti.

## Statistiche

### Nazionale
| Cronologia completa delle presenze e dei punti in Nazionale - Italia | Cronologia completa delle presenze e dei punti in Nazionale - Italia | Cronologia completa delle presenze e dei punti in Nazionale - Italia | Cronologia completa delle presenze e dei punti in Nazionale - Italia | Cronologia completa delle presenze e dei punti in Nazionale - Italia | Cronologia completa delle presenze e dei punti in Nazionale - Italia | Cronologia completa delle presenze e dei punti in Nazionale - Italia | Cronologia completa delle presenze e dei punti in Nazionale - Italia |
| Data                                                                 | Città                                                                | In casa                                                              | Risultato                                                            | Ospiti                                                               | Competizione                                                         | Punti                                                                | Note                                                                 |
| -------------------------------------------------------------------- | -------------------------------------------------------------------- | -------------------------------------------------------------------- | -------------------------------------------------------------------- | -------------------------------------------------------------------- | -------------------------------------------------------------------- | -------------------------------------------------------------------- | -------------------------------------------------------------------- |
| 20/06/2006                                                           | Rieti                                                                | Italia                                                               | 81 - 72                                                              | Venezuela                                                            | Torneo amichevole                                                    | 7                                                                    |                                                                      |
| 21/06/2006                                                           | Rieti                                                                | Italia                                                               | 76 - 71                                                              | Rep. Ceca                                                            | Torneo amichevole                                                    | 9                                                                    |                                                                      |
| 22/06/2006                                                           | Rieti                                                                | Italia                                                               | 84 - 70                                                              | Lituania                                                             | Torneo amichevole                                                    | 4                                                                    |                                                                      |
| 27/06/2006                                                           | Osimo                                                                | Italia                                                               | 83 - 67                                                              | Francia                                                              | Torneo amichevole                                                    | 1                                                                    |                                                                      |
| 30/06/2006                                                           | Porto Potenza Picena                                                 | Italia                                                               | 82 - 63                                                              | Giappone                                                             | Torneo amichevole                                                    | 11                                                                   |                                                                      |
| 02/07/2006                                                           | Porto San Giorgio                                                    | Italia                                                               | 78 - 55                                                              | Cina                                                                 | Torneo amichevole                                                    | 11                                                                   |                                                                      |
| 23/12/2006                                                           | Torino                                                               | Italia                                                               | 96 - 73                                                              | World Stars                                                          | All Star Game                                                        | 2                                                                    |                                                                      |
| 04/06/2007                                                           | Porto San Giorgio                                                    | Italia                                                               | 74 - 68                                                              | Slovacchia                                                           | Torneo amichevole                                                    | 11                                                                   |                                                                      |
| 05/06/2007                                                           | San Benedetto del Tronto                                             | Italia                                                               | 88 - 71                                                              | Rep. Ceca                                                            | Torneo amichevole                                                    | 6                                                                    |                                                                      |
| 06/06/2007                                                           | Porto San Giorgio                                                    | Italia                                                               | 88 - 78                                                              | Croazia                                                              | Torneo amichevole                                                    | 7                                                                    |                                                                      |
| 15/06/2007                                                           | Xiaolan                                                              | Cina                                                                 | 69 - 74                                                              | Italia                                                               | Torneo amichevole                                                    | 13                                                                   |                                                                      |
| 16/06/2007                                                           | Foshan                                                               | Italia                                                               | 70 - 68                                                              | Croazia                                                              | Torneo amichevole                                                    | 2                                                                    |                                                                      |
| 17/06/2007                                                           | Xinhui                                                               | Italia                                                               | 54 - 75                                                              | Australia                                                            | Torneo amichevole                                                    | 8                                                                    |                                                                      |
| 19/06/2007                                                           | Zhuhai                                                               | Cina                                                                 | 79 - 87                                                              | Italia                                                               | Torneo amichevole                                                    | 8                                                                    |                                                                      |
| 20/06/2007                                                           | Zhongshan                                                            | Italia                                                               | 64 - 63                                                              | Australia                                                            | Torneo amichevole                                                    | 0                                                                    |                                                                      |
| 21/06/2007                                                           | Guzhen                                                               | Italia                                                               | 91 - 97                                                              | Croazia                                                              | Torneo amichevole                                                    | 0                                                                    |                                                                      |
| 29/07/2007                                                           | Bormio                                                               | Italia                                                               | 77 - 59                                                              | Turchia                                                              | Amichevole                                                           | 2                                                                    |                                                                      |
| 31/07/2007                                                           | Bormio                                                               | Italia                                                               | 86 - 65                                                              | Austria                                                              | Torneo amichevole                                                    | 2                                                                    |                                                                      |
| 26/05/2008                                                           | Alba Adriatica                                                       | Italia                                                               | 77 - 56                                                              | Iran                                                                 | Amichevole                                                           | 4                                                                    |                                                                      |
| 27/05/2008                                                           | Campli                                                               | Italia                                                               | 84 - 67                                                              | Iran                                                                 | Amichevole                                                           | 10                                                                   |                                                                      |
| 29/05/2008                                                           | Roseto degli Abruzzi                                                 | Italia                                                               | 93 - 65                                                              | Algeria                                                              | Torneo amichevole                                                    | 8                                                                    |                                                                      |
| 30/05/2008                                                           | Roseto degli Abruzzi                                                 | Italia                                                               | 67 - 63                                                              | Croazia                                                              | Torneo amichevole                                                    | 4                                                                    |                                                                      |
| 31/05/2008                                                           | Roseto degli Abruzzi                                                 | Italia                                                               | 79 - 86                                                              | Iran                                                                 | Torneo amichevole                                                    | 0                                                                    |                                                                      |
| 03/06/2008                                                           | Treviglio                                                            | Italia                                                               | 65 - 69                                                              | Rep. Ceca                                                            | Amichevole                                                           | 14                                                                   |                                                                      |
| 04/06/2008                                                           | Bassano del Grappa                                                   | Italia                                                               | 90 - 98                                                              | Rep. Ceca                                                            | Amichevole                                                           | 18                                                                   |                                                                      |
| 06/06/2008                                                           | Verona                                                               | Italia                                                               | 76 - 68                                                              | Ucraina                                                              | Torneo amichevole                                                    | 5                                                                    |                                                                      |
| 07/06/2008                                                           | Verona                                                               | Italia                                                               | 73 - 59                                                              | Selezione U22 LNP                                                    | Torneo amichevole                                                    | 0                                                                    |                                                                      |
| 08/06/2008                                                           | Verona                                                               | Italia                                                               | 88 - 69                                                              | Rep. Ceca                                                            | Torneo amichevole                                                    | 6                                                                    |                                                                      |
| 10/06/2008                                                           | Montebelluna                                                         | Italia                                                               | 90 - 73                                                              | Ucraina                                                              | Torneo amichevole                                                    | 7                                                                    |                                                                      |
| 27/07/2008                                                           | Bormio                                                               | Italia                                                               | 72 - 77                                                              | Israele                                                              | Amichevole                                                           | 9                                                                    |                                                                      |
| 29/07/2008                                                           | Bormio                                                               | Italia                                                               | 74 - 75                                                              | Polonia                                                              | Amichevole                                                           | 5                                                                    |                                                                      |
| 01/08/2008                                                           | Bormio                                                               | Italia                                                               | 77 - 68                                                              | Israele                                                              | Torneo amichevole                                                    | 0                                                                    |                                                                      |
| 13/08/2008                                                           | Cagliari                                                             | Italia                                                               | 70 - 57                                                              | Estonia                                                              | Torneo amichevole                                                    | 2                                                                    |                                                                      |
| 14/08/2008                                                           | Cagliari                                                             | Italia                                                               | 66 - 51                                                              | Belgio                                                               | Torneo amichevole                                                    | 4                                                                    |                                                                      |
| 15/08/2008                                                           | Cagliari                                                             | Italia                                                               | 83 - 74                                                              | Gran Bretagna                                                        | Torneo amichevole                                                    | 5                                                                    |                                                                      |
| 10/09/2008                                                           | Porto San Giorgio                                                    | Italia                                                               | 75 - 68                                                              | Ungheria                                                             | Qual. Euro 2009                                                      | 3                                                                    |                                                                      |
| 17/09/2008                                                           | Torino                                                               | Italia                                                               | 82 - 81                                                              | Bulgaria                                                             | Qual. Euro 2009                                                      | 3                                                                    |                                                                      |
| Totale                                                               |                                                                      | Presenze                                                             | 37                                                                   |                                                                      | Punti                                                                | 211                                                                  |                                                                      |

## Palmares
Campione d'Italia Dilettanti: Fastweb Casale Monferrato 23/06/2011
- Campione d'Italia Dilettanti: 1

PMS Torino: 2015
- Serie B Nazionale: 1

Libertas Livorno: 2023/24